# Třída Andrea Doria (vrtulníkový křižník)
Třída Andrea Doria byla třída vrtulníkových křižníků italského námořnictva. Celkem byly postaveny dvě jednotky této třídy. Ve službě byly v letech 1964–1992. Byly to první italské vrtulníkové křižníky. Zároveň to byly první italské válečné lodě vybavené automatizovaným bojovým informačním systémem. Dalším rozvinutím jejich koncepce vznikl ještě vrtulníkový křižník Vittorio Veneto.

## Stavba
Itálie se řadila ke státům poraženým ve druhé světové válce, přičemž mírové smlouvy jí zakazovaly provozování letounů s pevnými křídly z palub lodí. Při obnově italského námořnictva, která započala v 50. letech se tedy země zaměřila na stavbu vrtulníkových nosičů. Dva nové křižníky byly součástí stavebního programu z let 1957–1958. Jejich hlavním úkolem byla protiponorková a protiletadlová obrana a vedení operačních svazů a konvojů.
Celkem byly postaveny dvě jednotky této třídy, které byly pojmenovány Andrea Doria (C553) a Caio Duilio (C554). Jejich kýly byly založeny roku 1958 v loděnici Castellammare di Stabia. Oba křižníky byly do služby přijaty roku 1964. Uvažovalo se o stavbě třetí jednotky této třídy, pojmenované Enrico Dandolo (C555), místo ní ale byla postavena loď nového typu s univerzálnější výzbrojí, pojmenovaná Vittorio Veneto.
Jednotky třídy Andrea Doria:
| Jméno               | Loděnice                                | Založení kýlu   | Spuštěna          | Vstup do služby    | Poznámka                                                              |
| ------------------- | --------------------------------------- | --------------- | ----------------- | ------------------ | --------------------------------------------------------------------- |
| Andrea Doria (C553) | CNR, Riva Trigoso                       | 11. května 1958 | 27. února 1963    | 23. února 1964     | Vyřazen 1992.                                                         |
| Caio Duilio (C554)  | Navalmeccanica, Castellammare di Stabia | 16. května 1958 | 22. prosince 1962 | 30. listopadu 1964 | Od roku 1980 cvičná loď, roku 1989 převeden do rezervy, vyřazen 1991. |

## Konstrukce

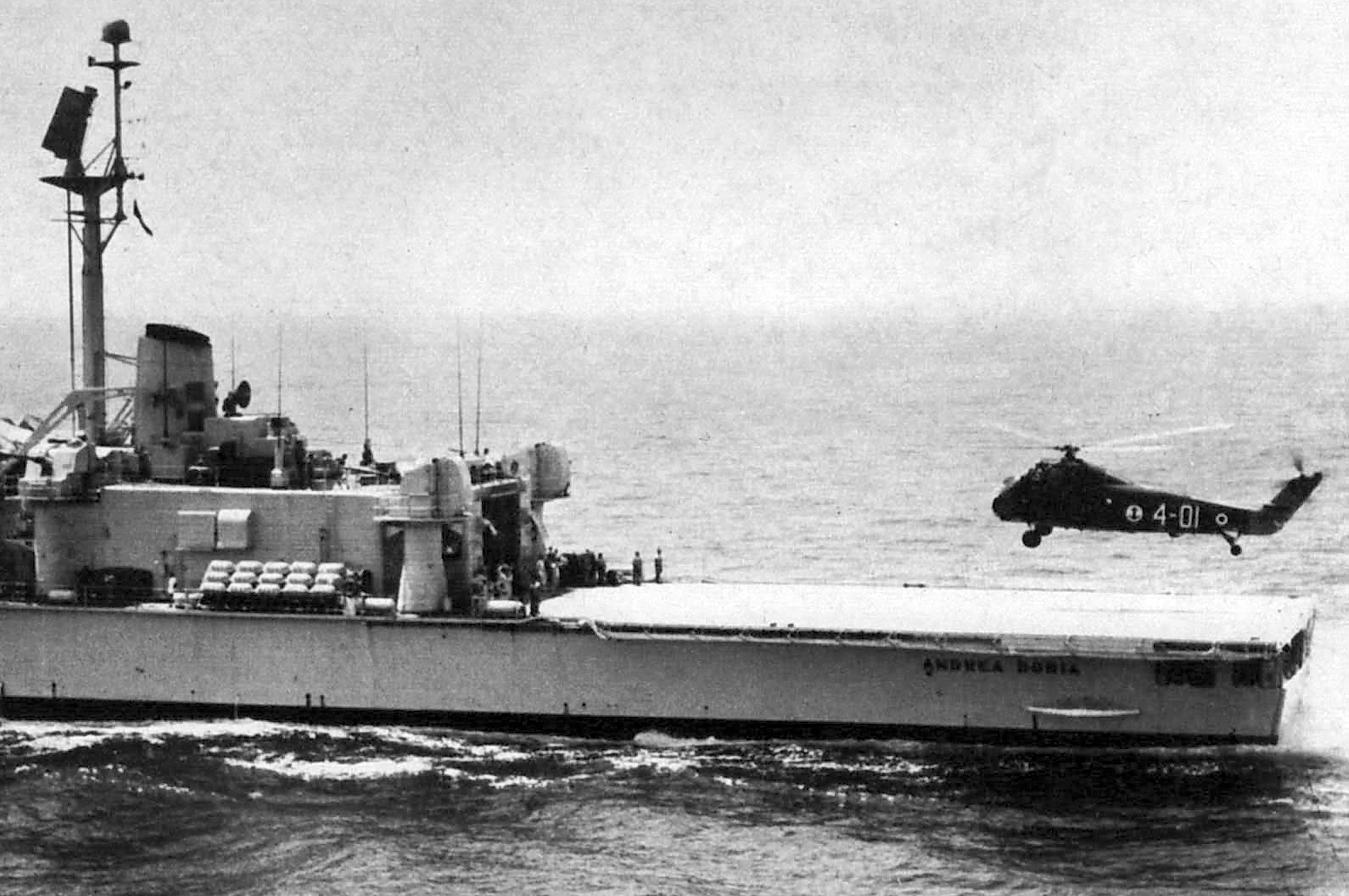
Vrtulník SH-34J přistává na palubě křižníku Andrea Doria

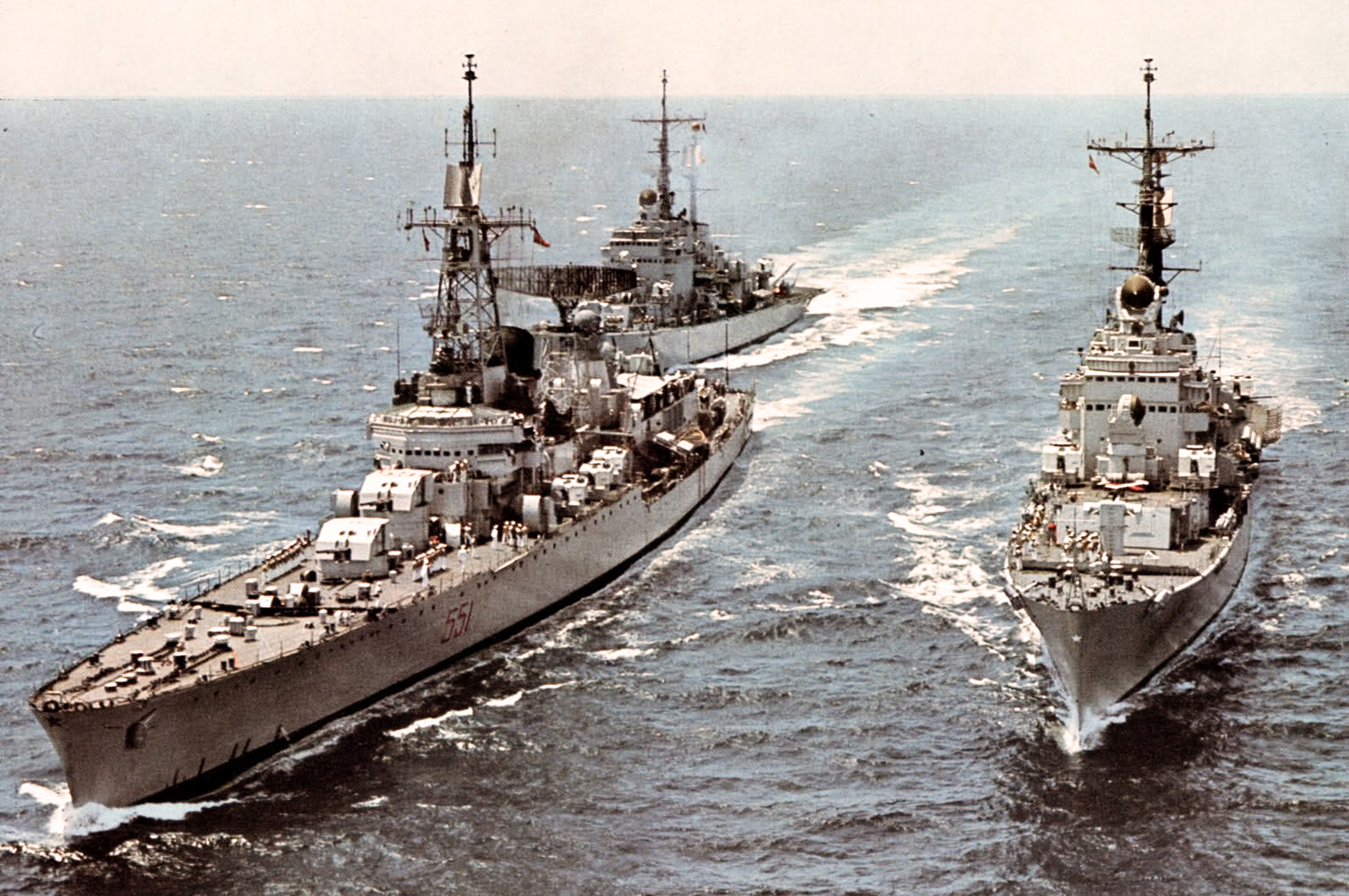
Lehký křižník Giuseppe Garibaldi plující v doprovodu vrtulníkových křižníků třídy Andrea Doria

Koncepce lodí byla vyřešena tak, že přední polovinu trupu tvořily nástavby se zbraňovými systémy a v jeho zadní třetině se nacházel hangár a letová paluba o rozměrech 30x16 metrů pro provoz vrtulníků. Senzorové vybavení tvořil vyhledávací radar SPS-12, vzdušný vyhledávací radar SPS-39A, vyhledávací a navigační radar SPQ-2D a sonar SQS-23 (druhá jednotka SQS-39). Pro řízení palby střel Terrier sloužily dva střelecké radary SPG-55 (druhá jednotka SPG-55A). Kanóny využívaly italské systémy řízení palby Argo NA-9 Orion se čtyřmi střeleckými radary RTN-10X. Instalován byl rovněž automatizovaný bojový informační systém SADOC. Obranu posilovaly 24násobné vrhače klamných cílů Breda SCLAR.
Přepravováno bylo 4–6 vrtulníků různých typů. Původně plánované vrtulníky Sea King se ukázaly příliš velké, proto byly obvykle provozovány čtyři protiponorkové vrtulníky AB 212ASW. Výzbroj křižníků představovalo osm 76,2mm/62 kanónů, dvojité odpalovací zařízení Mk.10 pro protiletadlové řízené střely RIM-2 Terrier se zásobou 40 střel a dva trojhlavńové 324mm protiponorkové torpédomety. Pohonný systém tvořily čtyři kotle Foster-Wheeler a dvě sady převodových turbín o výkonu 60 000 hp, pohánějí dva lodní šrouby. Sestavy jedné turbíny a dvou kotlů byly umístěny do dvou oddělených bloků. Nejvyšší rychlost dosahovala 30 uzlů. Dosah byl 5000 námořních mil při rychlosti 17 uzlů.

### Modernizace
Caio Duilio (1976–1978) a Andrea Doria (1979–1980) prodělaly modernizaci, při které střely Terrier nahradil modernější systém Standard SM-1 ER se stejným počtem střel. Modernizována byla rovněž elektronika.
Od rpku 1980 sloužil křižník Caio Duilio jako cvičná loď. Ubytovací a výcvikové prostory byly umístěny do hangárů, přičemž menší hangár pro dva stroje byly vybudován na části přistávací paluby. Rovněž byly demontován jeden pár 76mm kanónů.